# سونکسای سیفاندون
سونکسای سیفاندون (انگلیسی: Sonexay Siphandone؛ زادهٔ ۲۶ ژانویهٔ ۱۹۶۶) سیاست‌مدار اهل لائوس است. وی از ۳۰ دسامبر ۲۰۲۲ نخست‌وزیر لائوس است.
او پسر خامتای سیفاندون رئیس‌جمهور پیشین لائوس می‌باشد.